# Přebor Zlínského kraje 2007/2008
V soubojích 20. ročníku Přeboru Zlínského kraje 2007/08 (jedna ze skupin 5. fotbalové ligy) se utkalo 16 týmů každý s každým dvoukolovým systémem podzim–jaro. Tento ročník začal v sobotu 12. srpna 2007 úvodními sedmi zápasy 1. kola a skončil v neděli 15. června 2008 zbývajícími dvěma zápasy odloženého 16. kola.

## Nové týmy v sezoně 2007/08
- Z Divize D 2006/07 sestoupilo do Přeboru Zlínského kraje mužstvo FC Morkovice, z Divize E 2006/07 žádné mužstvo.
- Ze skupin I. A třídy Zlínského kraje 2006/07 postoupila mužstva TJ Valašské Meziříčí (vítěz skupiny A) a FK Vigantice (2. místo ve skupině A).

## Konečná tabulka
Zdroje: 
| Poř. | Tým                          | Z  | V  | R  | P  | VG | OG | B  |
| ---- | ---------------------------- | -- | -- | -- | -- | -- | -- | -- |
| 1.   | TJ Valašské Meziříčí (N)     | 30 | 19 | 5  | 6  | 77 | 39 | 62 |
| 2.   | FK Chropyně                  | 30 | 18 | 3  | 9  | 71 | 46 | 57 |
| 3.   | FC Slovácká Sparta Spytihněv | 30 | 17 | 6  | 7  | 64 | 35 | 57 |
| 4.   | 1. VFC Rožnov pod Radhoštěm  | 30 | 16 | 6  | 8  | 64 | 40 | 54 |
| 5.   | ČSK Uherský Brod             | 30 | 16 | 5  | 9  | 42 | 25 | 53 |
| 6.   | TJ Dolní Němčí               | 30 | 14 | 6  | 10 | 43 | 39 | 48 |
| 7.   | FC Slušovice                 | 30 | 14 | 5  | 11 | 50 | 45 | 47 |
| 8.   | TJ Spartak Hluk              | 30 | 12 | 5  | 13 | 35 | 43 | 41 |
| 9.   | FC Morkovice (S)             | 30 | 11 | 6  | 13 | 59 | 57 | 39 |
| 10.  | SFK ELKO Holešov             | 30 | 11 | 4  | 15 | 44 | 60 | 37 |
| 11.  | FK Vigantice (N)             | 30 | 8  | 11 | 11 | 49 | 57 | 35 |
| 12.  | FC RAK Provodov              | 30 | 10 | 5  | 15 | 45 | 63 | 35 |
| 13.  | FK Dobet Ostrožská Nová Ves  | 30 | 9  | 6  | 15 | 35 | 46 | 33 |
| 14.  | TJ Sokol Kateřinice          | 30 | 8  | 5  | 17 | 39 | 56 | 29 |
| 15.  | FC Valašské Příkazy          | 30 | 6  | 8  | 16 | 42 | 77 | 26 |
| 16.  | FK Luhačovice                | 30 | 4  | 8  | 18 | 31 | 61 | 20 |

Poznámky:
- Z = Odehrané zápasy; V = Vítězství; R = Remízy; P = Prohry; VG = Vstřelené góly; OG = Obdržené góly; B = Body; (S) = Mužstvo sestoupivší z vyšší soutěže; (N) = Mužstvo postoupivší z nižší soutěže (nováček)

|  | Postup do Divize E 2008/09                              |
|  | Sestup do I. A třídy Zlínského kraje – sk. B 2008/09    |
|  | Přihláška do I. B třídy Zlínského kraje – sk. A 2008/09 |